# Страта коптів в Лівії
Ісламська держава (ІД) стратила 21 коптського єгиптянина під назвою «Послання підписане кров'ю до нації Хреста». ІД транслювала відео, що показує вбивство 21 єгиптянина на узбережжі в Лівії. В відео показано фарбування морської води у колір крові.
12 лютого 2015 року Ісламська держава опублікувала репортаж у своєму онлайн-журналі Dabiq, в якому показані фотографії 21 єгипетського християнина-будівельника, яких вона викрала в місті Сирті, Лівія, і яких вона погрожувала вбити. Християни з Єгипту, 13 з них з Аль-Уша, мухафаза Мінья, були викрадені в Сирті в результаті двох окремих нападів 27 грудня 2014 і в січні 2015. Згодом було випущено відео, що показує їх страту.

## Передумови
Після змін, пережитих як Єгиптом, так і Лівією після арабських революцій та повалення режиму Муаммара Каддафі в 2011 році, режим і безпека не були повністю встановлені, і в період до того, як організація транслювала відео вбивства 21 єгиптянина, сталася низка інцидентів. У січні 2014 року п'ять співробітників посольства Єгипту в Лівії були викрадені на тлі арешту лівійського Шаабана Хадії єгипетськими військами в Олександрії, який повинен був бути звільнений через два дні після звільнення Шаабана, а в лютому у Бенгазі було застрелено в голову.
Влітку 2014 року в Лівії почалася криза і криваві бої між конфліктуючими ополченцями, армійськими силами на чолі з фельдмаршалом Халіфою Хафтаром і між ісламськими ополченцями, з присутністю тимчасового і закінченого уряду Генерального національного конгресу в Триполі та парламентом.
30 грудня 2014 року 7 коптських єгипетських робітників було викрадено у східному лівійському місті Сірті, де їх було відрізано назад до Єгипту, а ще 14 було викрадено 3 січня 2015 року зі своїх будинків у Сирті. 5 січня 2015 року Міністерство закордонних справ оголосило, що президент Абдель Фаттах ас-Сісі розпорядився створити кризовий осередок для відстеження питання про викрадених і що він знаходиться в постійному стані і включає представників усіх відповідних міністерств і органів безпеки.
Осередок провів переговори зі старійшинами лівійських племен, офіційною лівійською владою, міністрами закордонних справ Європи та держсекретарем США Джоном Керрі.
Через кілька тижнів після викрадення десятки сімей викрадених влаштували протест перед Державним департаментом з вимогою якнайшвидшого звільнення своїх родичів 19 січня та направили повідомлення про невдоволення зусиллями держави щодо повернення своїх дітей. ІД опублікувало статтю про викрадення у супроводі фотографій у журналі під назвою «Дабік», а через кілька днів, особливо 15 лютого, він опублікував 5-хвилинне відео, що показує вбивство 21 викраденого. Зображення в журналі Dabiq, які датуються четвергом 13/7/2015, доданими до статті, були дуже схожі та значною мірою схожі на ті, що містилися у відео, яке транслювалось.

## Відео
15 лютого 2015 року було опубліковано п'ятихвилинне відео, що показує обезголовлення полонених на пляжі вздовж південного узбережжя Середземномор'я. Підпис у відео назвав полонених «народом Хреста, послідовниками ворожої єгипетської церкви» На відео лідер був одягнений у камуфляж, тоді як інші терористи були одягнені в чорне. Всі жертви були одягнені в помаранчеві комбінезони, як і в попередніх відео ІД. Лідер заявив англійською мовою:
О, люди, нещодавно ви бачили нас на пагорбах Шаму [Велика Сирія] і на рівнині Дабик, рубаючими голови тим, хто ніс хресну оману довгий час та був сповнений злості проти ісламу та мусульман, і сьогодні ми… посилаємо ще одне повідомлення: О хрестоносці, безпека для вас буде лише вашим бажанням… Море, в якому ви сховали тіло шейха Усами бен Ладена, ми поклялися Аллахом, що змішаємо його з вашою кров'ю.
У моменти до обезголовлювання (від 3'25" до 3'32" відео) аудіозапису, деякі кричать Ya Rabb Yeshua! («Господь Ісус!») І підпис говорить: يذكرون معبودهم ويموتون على شركهم («вони викликають свого ідола і вмирають у своєму язичництві»), припускаючи, що їм був наданий шанс прийняти іслам. Після обезголовлювання заручників на екрані з'являється повідомлення: «Брудна кров — це лише частина того, що чекає на вас, на помсту за Камелію та її сестер». Це стосувалося Камелії Шехата, коптської єгиптянки і дружині коптського священика, яка, на думку ісламістів, прийняла іслам та була затримана Коптською церквою через це; пізніше вона заперечувала це твердження.
Нарешті лідер заявляє: «І ми підкоримо Рим з дозволу Аллаха, це обіцяння нашого пророка, мир йому». Як і в інших відео ІД, бранці носили помаранчеві комбінезони, призначені для посилання на одяг ув'язнених у таборі для затриманих у Гуантанамо.

## Реакція
Президент Єгипту Абдель Фаттах ас-Сісі оголосив про семиденний період національної жалоби та закликав до термінової зустрічі з вищим органом безпеки країни. У телевізійному зверненні ас-Сісі заявив, що його країна залишає за собою право на заходи у відповідь. Він також повторив пропозицію полегшити евакуацію єгиптян з Лівії та запровадив заборону на поїздки громадян до Лівії. Посадовці з Аль-Азхара, відомої мечеті та навчального центру в Єгипті, також засудили цей інцидент. Страта також розглядалася, зокрема, Радою Безпеки Організації Об'єднаних Націй, президентом Франції Франсуа Олландом та державним секретарем США Джоном Керрі. Папа Франциск зателефонував тату Тавадросу II, щоб висловити свої співчуття.
Жертви, всі, крім одного, були членами Коптської православної церкви, були офіційно оголошені святими та мучениками у лютому 2015 року папою Олександрійським Тавадросом ІІ. У 2023 році Папа Франциск оголосив, що 21 коптського чоловіка, страченого ІД, також буде увічнено католицькою церквою і включено до списку римського мартиролога в тому, що було описано як велике екуменічне рішення.